# Tisamenus hebardi

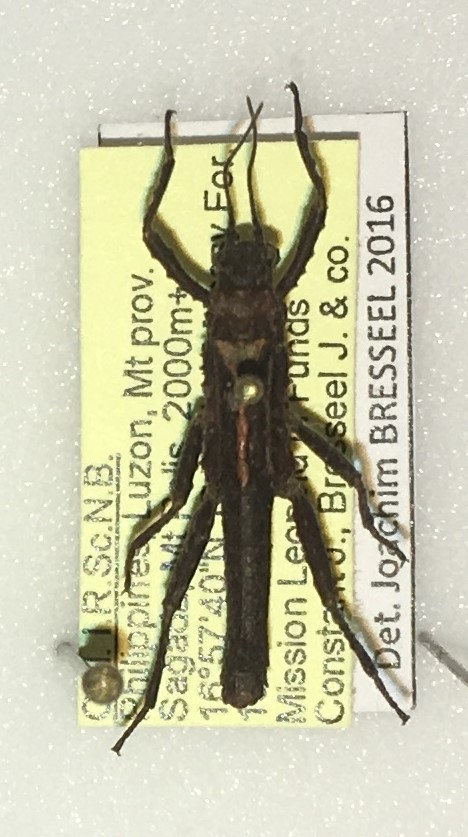
Männchen aus der Sammlung des belgischen Museums für Naturwissenschaften

Tisamenus hebardi (Syn. Ilocano hebardi) ist eine im Norden der philippinischen Insel Luzon endemische Gespenstschrecken-Art aus der Familie der Heteropterygidae.

## Merkmale
Die Art gilt als die kleinste der Gattung Tisamenus. Die sehr gedrungenen Tiere zeichnen sich durch kurze und sehr dünne Beine aus. Weibchen erreichen eine Länge von 30 mm. Auf dem rechteckigen Kopf befindet sich nur ein postorbitaler Kamm, während Supraorbitale Stacheln fehlen. Das erste Segment der Fühler, der Scapus, ist dreieckig, während die restlichen Segmente zylindrisch sind. Das Mesonotum ist sehr schwach längsgekielt und zeigt im hinteren Drittel paarige, konvergente Kiele. Die Meso- und Metapleura sind nach hinten leicht erweitert. Die Tergite des Abdomens zeigen einen zum Ende deutlicher hervortretender Längskamm. Der Ovipositor ist kurz und schnabelförmig. Sein oberer Anteil, der Epiprokt überragt den unter Anteil, die als Operculum bezeichnete Subgenitalplatte leicht.
Männchen sind zwar seit 2013 bekannt, wurden aber noch nicht beschrieben und vermessen.

## Systematik
James Abram Garfield Rehn und sein Sohn John William Holman Rehn beschrieben die Art 1939 unter dem Basionym Ilocano hebardi in der zeitgleich aufgestellten Gattung Ilocano. Der Gattungsname bezieht sich auf die Ilocanos, einer philippinischen Ethnie aus der Ilocos-Region auf der Insel Luzon, deren Sprache Ilocano genannt wird. Das für die Artbeschreibung verwendete Weibchen wurde im Juli 1923 von E. H. Taylor in Baguio in der Provinz Benguet gesammelt und damit außerhalb der eigentlichen Ilocos-Region. Es befand sich in der Sammlung von Morgan Hebard, dem zu Ehren die Art benannt worden ist und ist jetzt als Holotypus in der Academy of Natural Sciences der Drexel University in Philadelphia hinterlegt. Die zeitgleich in die Gattung Ilocano überführte Art Heterocopus ranarius (heute Tisamenus ranarius) wurde 2004 von Oliver Zompro in die Gattung Tisamenus überstellt, während Ilocano hebardi dort bis 2021 verblieb. Sarah Bank et al bewiesen durch Genanalysen an einem 2014 gesammelten und im Museum für Naturwissenschaften in Brüssel hinterlegten Männchen, dass auch Ilocano hebardi zu Tisamenus gehört. Da die Art die einzig verbliebene dieser Gattung war, gilt Ilocano seit der Veröffentlichung der Arbeit 2021 als Synonym zu Tisamenus.

## Wiederentdeckung, Lebensweise und Zuchtversuche
Nachdem neunzig Jahre keine weiteren Funde außer dem Holotypus bekannt waren, sammelten Albert Kang und Thierry Heitzmann im Oktober 2013 während zweier Sammeltouren mehrere Tiere beider Geschlechter im Nebelwald in der Nähe des Gipfels des Mount Polis in der Provinz Ifugao auf annähernd 2000 m Höhe. Die Tiere wurde nachts an sehr niedrigen Pflanzen in Bodennähe fressend gefunden. Die Temperatur betrug ca. 12 bis 14 °C. Die kleineren Männchen sind zahlreicher und aktiver als die in Bodennähe schwer auffindbaren Weibchen. Die von Heitzmann in Manila im Kühlschrank durchgeführten Zuchtversuche blieben ebenso erfolglos wie die von Bruno Kneubühler durchgeführten Bemühungen mit in die Schweiz geschickten, adulten Tieren von der zweiten Sammeltour. Im April 2014 führte Heitzmann Joachim Bresseel und Jérôme Constant zum Fundort am Mount Polis, wo weitere Tiere gefunden und lebend nach Europa gebracht worden sind. Die ersten mitgebrachten Tiere wurden als Tisamenus sp. 'Ifugao', die späteren als Ilocano hebardi 'Sagada' angesprochen. Auch die mit diesen Tieren durchgeführten Zuchtversuche von Rob Krijns in den Niederlanden waren nicht erfolgreich. Die gesammelten Tiere sind im Museum für Naturwissenschaften in Brüssel hinterlegt.